# Samsung Galaxy Store
Samsung Galaxy Store (anteriormente Samsung Apps y posteriormente Samsung Galaxy Apps) es una plataforma de distribución digital de aplicaciones móviles para los teléfonos inteligentes, tabletas y wearables, así como una tienda en línea desarrollada y operada por Samsung. Esta plataforma permite a los usuarios navegar y descargar aplicaciones (desarrolladas mediante Android SDK), juegos.